# Thomas Doll
Thomas Doll (Malchin, 9 de abril de 1966) é um ex-futebolista e atualmente treinador alemão.[carece de fontes?]
Foi um dos oito jogadores da extinta Seleção Alemã-Oriental que chegaram a defender a Alemanha Reunificada. Por esta, Doll chegou a disputar a Eurocopa 1992, quando foi vice-campeão.[carece de fontes?]